# Степанівка (Чернівецький район)
Степа́нівка — село в Україні, у Кострижівській селищній громаді Чернівецького району Чернівецької області.

## Географія
Село Степанівка розташоване за 50 км від обласного центру та 8,5 км від адміністративного центру Кострижівської селищної громади.
Найближчі міста: Заліщики (6,2 км), Кіцмань (20,2 км), Городенка (20,9 км).

## Історія
14 вересня 2017 року, в ході децентралізації, Степанівка ввійшла до складу  Кострижівської селищної громади.
17 липня 2020 року, в результаті адміністративно-територіальної реформи та ліквідації Заставнівського району, село увійшло до складу Чернівецького району.

## Населення
Згідно з переписом УРСР 1989 року чисельність наявного населення села становила 86 осіб, з яких 36 чоловіків та 50 жінок.
За переписом населення України 2001 року в селі налічувалось 101 особа. 100 % населення вказало своєю рідною мовою українську мову.

## Транспорт
В селі розташована залізнична станція Стефанешти на неелектрифікованій лінії Стефанешти — Лужани, через яку   щоденно курсують нічний швидкий поїзд № 57/58 «Гуцульщина» Київ — Ворохта та приміські поїзди сполученням Коломия — Заліщики. Наразі пасажирське залізничне сполучення з обласним центром припинено з 18 березня 2020 року на невизначений термін.